# Зехра Евлия
Зехра Евлия (на турски: Zehra Evliya) е турска актриса.

## Биография
Зехра Евлия е родена на 1 януари 1984 година в град Истанбул, Турция.

## Филмография
| Година | Филм          | Роля |        |
| ------ | ------------- | ---- | ------ |
| 2011   | Avrupa Avrupa |      | Сериал |